# Neckargerach
Neckargerach là một thị xã nằm ở huyện Neckar-Odenwald-Kreis, thuộc bang Baden-Württemberg, Đức.

## Danh sách thị trưởng

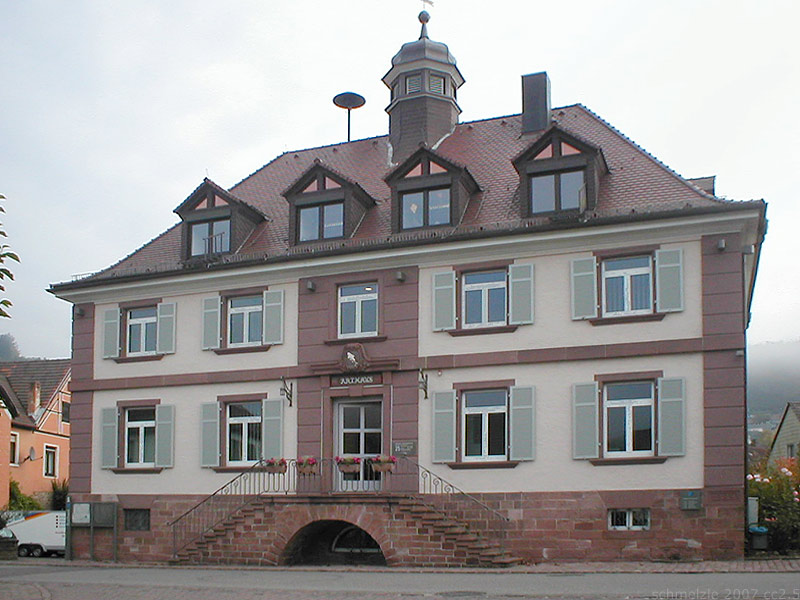
Tòa thị chính Neckargerach (2007)

- 1915–1919: Johann Georg Steck
- 1919–1924: Heinrich Gramlich
- 1924–1933: Carl Bödigheimer I
- 1933–1935: Rudolf Bödigheimer
- 1935–1937: Ludwig Menges
- 1937–1945: Christian Seemann
- 1945–1965: Karl Wettmann
- 1965–1974: Peter Kirchesch
- 1974–2006: Peter Kirchesch
- 2006–2010: Ralf Schnörr
- Từ tháng 3 năm 2010: Norman Link